# Przyborze
Przyborze (in tedesco: Piepenhagen, Piepenberg; anche Pipihoga) è una frazione del distretto di Łobez, nel voivodato della Pomerania Occidentale, in Polonia, frazione del comune di Łobez dal cui centro dista circa 7 km.
I documenti menzionano Przyborze per la prima volta nel XVI secolo. Dal Medioevo fino al XIX secolo il borgo è stato il feudo della famiglia Borko.
Ai margini della frazione vi sono i resti di un cimitero evangelico di XIX secolo dove si conservano croci di ferro la più antica delle quali risale al 1862. La più antica tomba risale invece al 1852. Il cimitero di Przyborze è anche conosciuto per la edera comune che là cresce.
Nelle vicinanze della frazione, si possono trovare grandi scogliere, vicino al fiume Rega (raggiungono l'altezza di 50 metri). A sud della località si trova un monolite con un diametro di 9,1 metri.

## Galleria d'immagini

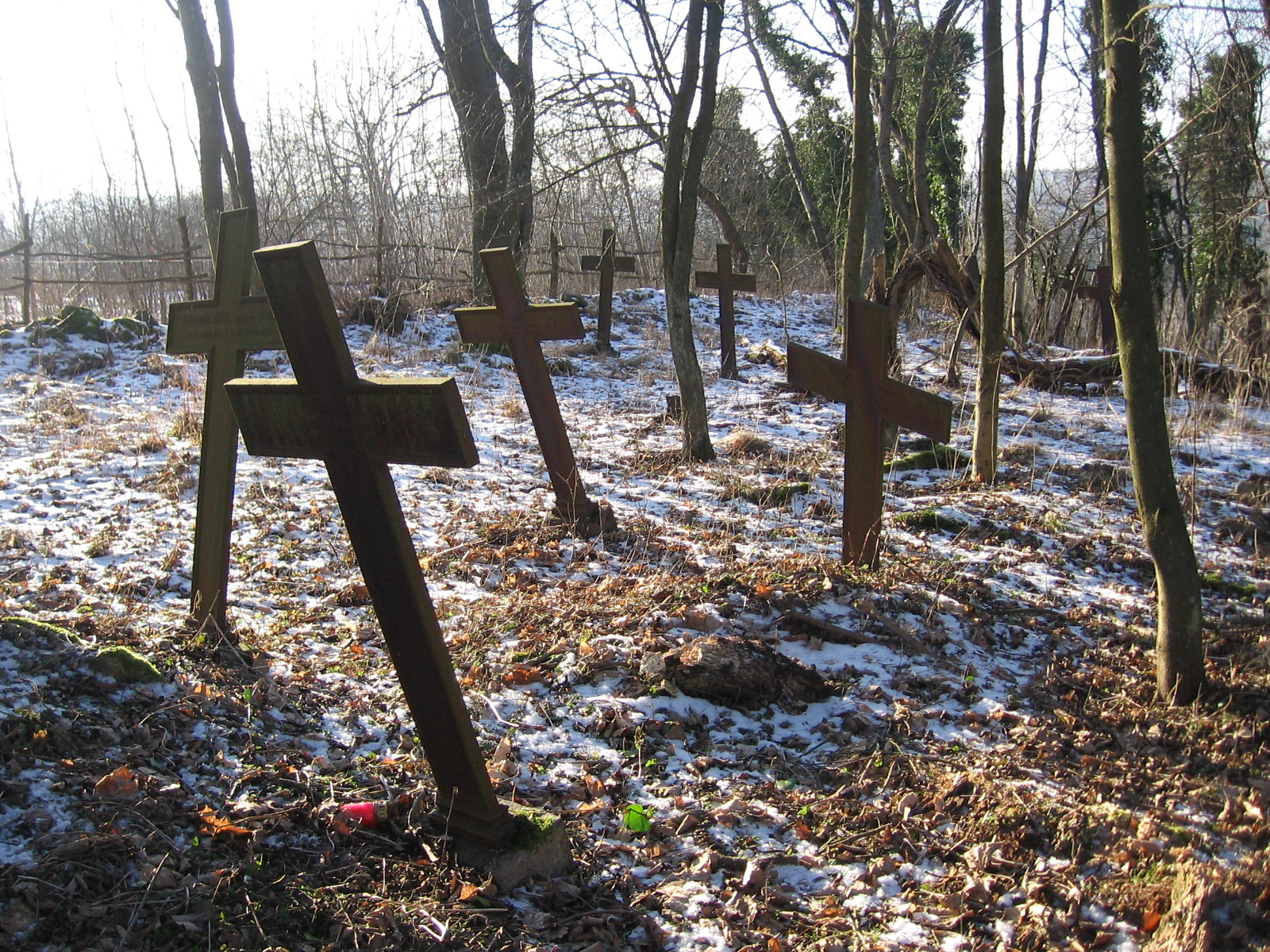
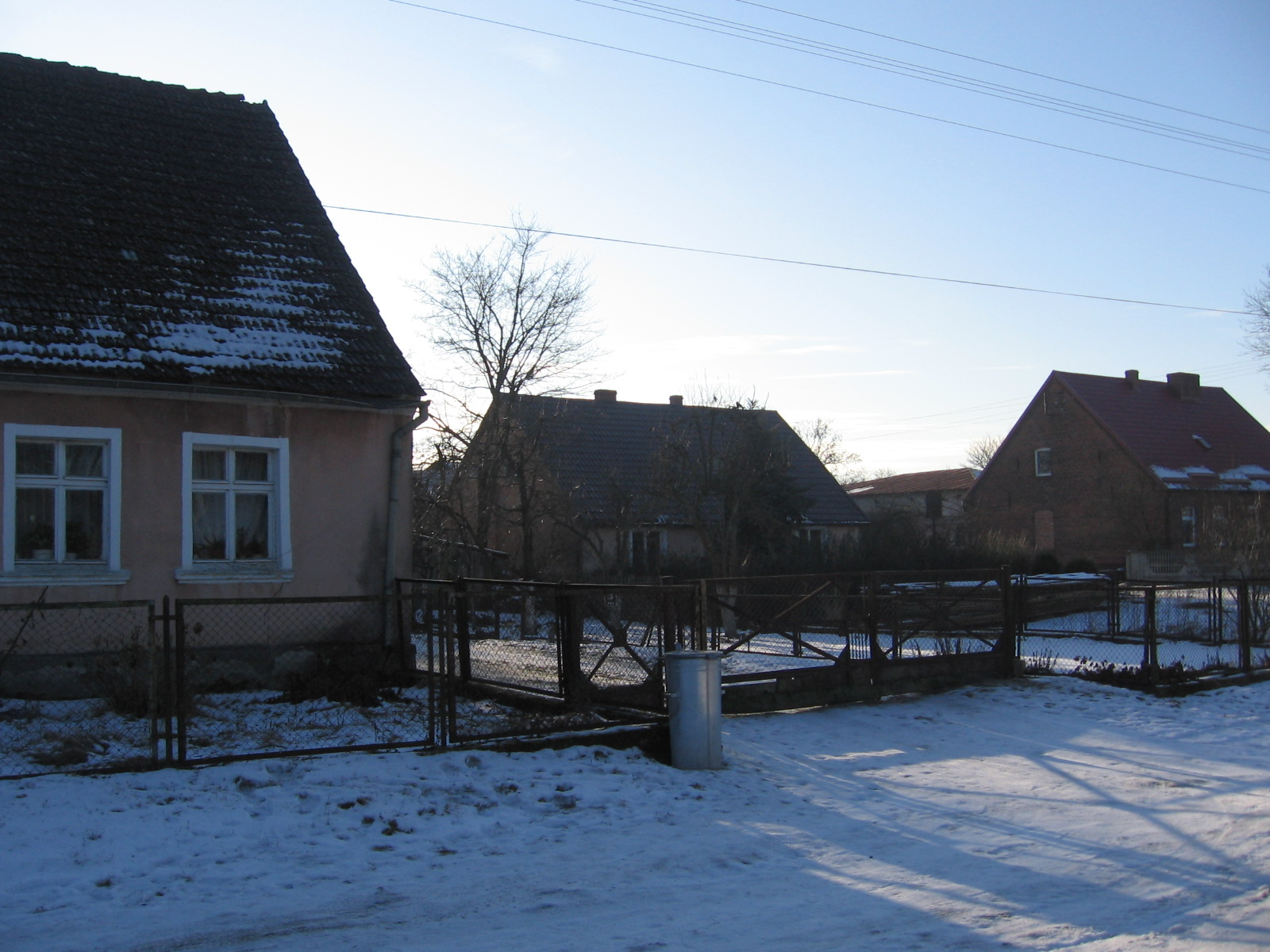
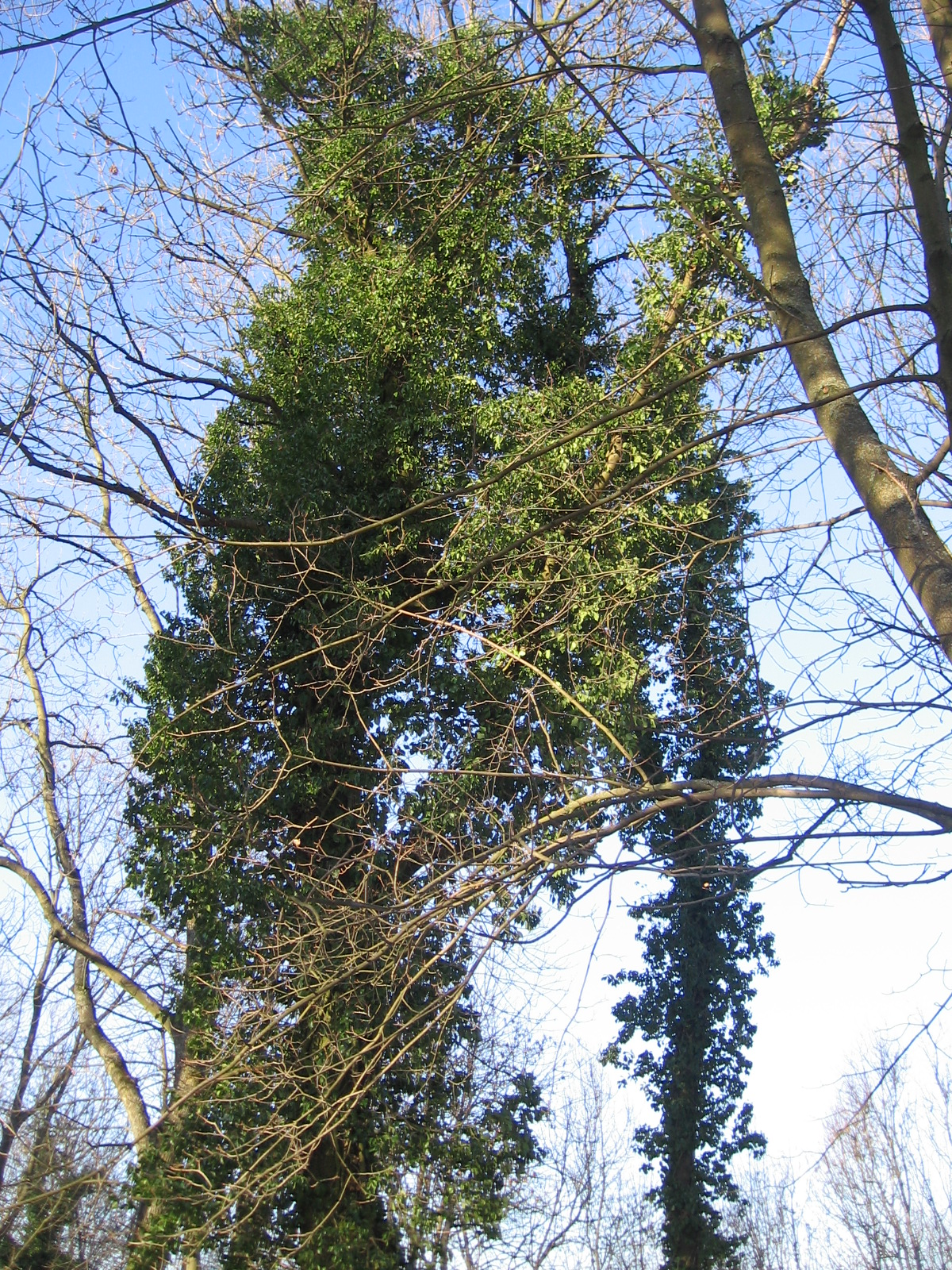